# انری استولن
انری استولن (انگلیسی: Henri Stoelen; ۳ سپتامبر ۱۹۰۶ – ۱ ژانویهٔ ۱۹۷۷) شناگر، و بازیکن واترپلو اهل بلژیک بود.